# Gentschach

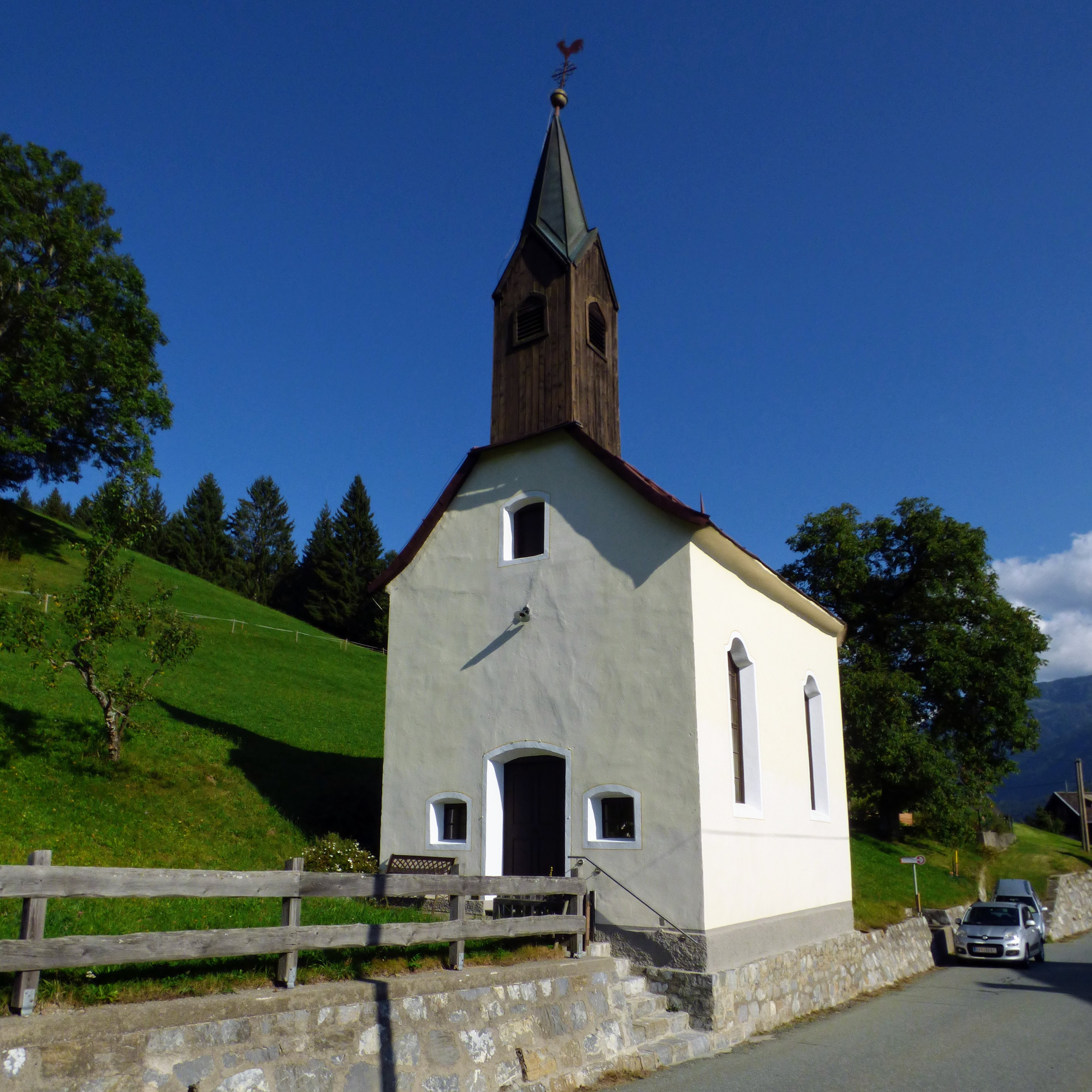
Herz-Jesu-Kapelle Gentschach

Gentschach ist ein Ortsteil der österreichischen Marktgemeinde Kötschach-Mauthen in Kärnten.
Das kleine Dorf liegt am geografischen Beginn des Lesachtales, es ist sozusagen das Tor zum Lesachtal. Die Grenze zu Italien verläuft südlich in 9 km Entfernung.
Der Ort wurde 1590 erstmals urkundlich erwähnt. Derzeit leben 14 Menschen in Gentschach.
In der Ortschaft befindet sich eine Herz-Jesu-Kapelle; jährlich findet das Herz-Jesu-Fest statt.